# A Van na Brasil
A Van Na Brasil é um grupo musical formado por Rodrigo Machado, Thiaguinho Silva, Rodrigo Sha, Rogerinho, Ivo Senra e Felipe Pinaud.